# Hogna graeca
Hogna graeca este o specie de păianjeni din genul Hogna, familia Lycosidae. A fost descrisă pentru prima dată de Roewer, 1951.
Este endemică în Grecia. Conform Catalogue of Life specia Hogna graeca nu are subspecii cunoscute.